# Dicranota (Paradicranota) iowa
Dicranota (Paradicranota) iowa is een tweevleugelige uit de familie Pediciidae. De soort komt voor in het Nearctisch gebied.